# 肅嬪林氏
肅嬪林氏（숙빈임씨，生卒日期不详），本貫為扶安，是朝鲜王朝英祖之子思悼世子的后宫，朝鲜哲宗的曾祖母。
1754年（英祖30年），生下恩彦君，隔年生下恩信君；直到1756年才被封為良娣。1762年（英祖38年）丈夫思悼世子去世。1899年（高宗光武3年）9月12日，高宗追封她为肅嬪。

## 家庭
- 父：林枝蕃
- 母：金海金氏[3]
  - 丈夫：思悼世子李愃（莊祖、1735年－1762年）
    - 长子：恩彦君李裀（1754年－1801年）朝鲜哲宗祖父
    - 次子：恩信君李禛（1755年－1771年）朝鲜高宗的祖父南延君过继给他为子

## 附註
1. ↑  〈恩彥君神道碑銘〉……我大王大妃殿下。以殿下追隆本生之義。贈本生親全溪大院君。推以上㴑于恩彥君諱䄄。完山李氏。卽莊獻世子之第二子。英宗大王之孫。正宗大王之弟也。妣良娣扶安林氏。……
2. ↑  《璿源譜略修正儀軌》 （页面存档备份，存于）……正月十七日……宮人林氏爲良娣……
3. ↑  .   [2015-05-30]. （原始内容存档于2016-03-07）.